# Caritas Internationalis
Caritas este o mișcare globală, a Bisericii Catolice, care conlucrează pentru a realiza o lume mai dreaptă. Cele 165 Caritasuri naționale membre cred că pot face mai mult pentru a combate nedreptatea prin punerea în comun a resurselor lor. Rețeaua Caritas este formată din șapte regiuni. Membrii ei lucrează în peste 200 de țări și teritorii. Prima organizație Caritas a fost înființată în 1897 în Freiburg, Germania, de către Lorentz Werthmann. 
Giovanni Batista Montini, viitorul Papa Paul al VI-lea a pus bazele rețelei internaționale Caritas, înființată oficial în 1954 cu denumirea de Caritas Internationalis

## Misiunea Caritas România

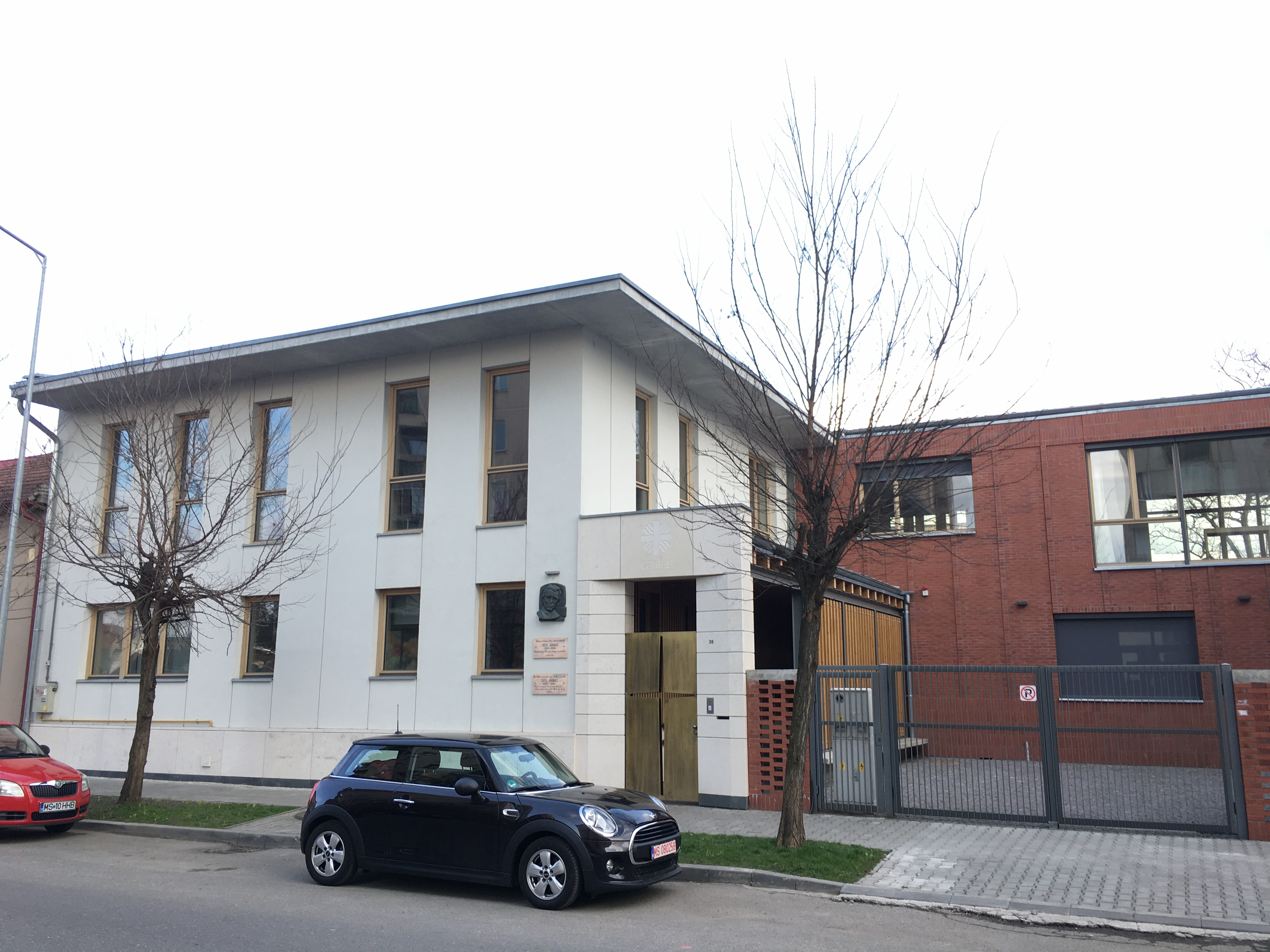
Centrul Caritas din Târgu Mureș

Inspirată din Învățătura Socială a Bisericii Catolice, misiunea organizațiilor Caritas este de a a-i sprijini pe cei săraci și marginalizați social să se exprime și să recâștige dreptul la o viață decentă și demnă prin programe complexe de asistență socială și prin acțiuni caritabile și umanitare.

## Caritas în România
Cele 10 organizații Caritas active în România s-au reunit în 1994 într-o rețea națională: Confederația Caritas România. Creată cu scopul de a promova proiectele sociale ale membrilor săi, Caritas România este implicată în acțiuni de lobby și de infuențare a politicilor sociale atât la nivel național cât și european prin intermediul Caritas Europa, partener strategic al CE în probleme sociale. Toate organizațiile Caritas din România au parteneriate cu autoritățile locale și furnizează servicii copiilor din medii defavorizate afați în risc, persoanelor cu nevoi speciale, familiilor numeroase și cu venituri mici, bătrânilor.Prin programe complexe în domeniul asistenței sociale derulate de Caritas în România, răspundem anual nevoilor unui număr de 70.000 de benefciari din care peste 15.000 de persoane bolnave și vârstnice primesc îngrijire la domiciliu.

## Viziunea Caritas România
Crearea unei civilizații a iubirii și a solidarității între oameni.
În anul 2010, Confederația Caritas România a fost desemnată Filantropul numărul 1 din România de Topul Forbes.
Caritas România este membră în următoarele organizații internaționale:
Caritas Internationalis, una dintre cele mai mari rețele dedicate reducerii sărăciei și nedreptății în întreaga lume. Având 165 de membri - organizații Caritas naționale, Caritas Internationalis își concentrează activitatea în trei domenii principale: situații de urgență, dezvoltare durabilă și construirea păcii.
Caritas Europa, o rețea europeană formată din 48 de organizații. Caritas, lucrează în 44 de țări europene. Activitățile sale se concentrează asupra sărăciei și a inegalităților sociale, migrației și azilului în toate țările Europei, asistență umanitară și dezvoltare internațională în întreaga lume. 
FOND, principalul partener al Guvernului României în procesul de implementare a politicii naționale de cooperare pentru dezvoltare și asistență umanitară și susține dezvoltarea statelor din ariile geografice identificate ca prioritare pentru relațiile externe ale României.